# Baekhyun (EP)
Albums de Baekhyun
Delight
(2020) Bambi
(2021)
Singles
1. Get You Alone
Sortie : 4 janvier 2021

Baekhyun est le premier EP japonais de l'artiste du même nom, et est sorti le 20 janvier 2021 sous Avex Trax.

## Contexte et sortie
Baekhyun a fait ses débuts en tant qu'artiste solo en juillet 2019, avec City Lights, et a depuis publié deux mini-albums en Corée du Sud, qui ont tous deux connu un succès commercial au niveau national et international. Son second EP, Delight s'est vendu à plus d'un million d'exemplaire, ce qui en fait le premier album soliste sud-coréen à le faire en 19 ans et l'un des albums les plus vendus en Corée du Sud.
Le 10 novembre 2020, le chanteur a annoncé faire ses débuts japonais à travers un court message vidéo qui a été posté sur le compte Twitter japonais officiel d'EXO. À la suite de l'annonce, Avex Trax a révélé les pochettes de l'EP ainsi que la liste des titres. Le mini-album devrait sortir sous six versions différentes au total. Les précommandes pour la première édition limitée ont débuté le même jour.

## Promotion
Baekhyun a interprété pour la première fois « Get You Alone » lors de son premier concert solo, Baekhyun: Light, le 3 janvier 2021. Avant la fin du concert, le clip-vidéo du titre a été diffusé, créant la surprise chez les fans. Le lendemain, le single est sorti avec son clip-vidéo sur YouTube.

## Liste des titres
| Baekhyun | Baekhyun      | Baekhyun         | Baekhyun                                                  | Baekhyun | Baekhyun | Baekhyun | Baekhyun | Baekhyun | Baekhyun |
| No       | Titre         | Auteur           | Producteur(s)                                             | Durée    |          |          |          |          |          |
| -------- | ------------- | ---------------- | --------------------------------------------------------- | -------- | -------- | -------- | -------- | -------- | -------- |
| 1.       | Get You Alone | Junji Ishiwatari | Andy Love, Alawn                                          | 4:11     |          |          |          |          |          |
| 2.       | Addicted      | H. Toyosaki      | DEEZ, Alexander Karlsson (JeL), Alexej Viktorovitch (JeL) | 3:49     |          |          |          |          |          |
| 3.       | WHIPPIN’      | Mahiro           | DEEZ, YUNSU, SAAY                                         | 3:52     |          |          |          |          |          |
| 4.       | Drown         | H. Toyosaki      | Frederik Jyll                                             | 3:45     |          |          |          |          |          |
| 5.       | Disappeared   | miwaflower       | David Amber, Andreas Öberg, JJ Evans (Joombas)            | 3:15     |          |          |          |          |          |
| 6.       | Stars         | Iren Miyagawa    | Erik Lidbom, Andrew Choi                                  | 4:15     |          |          |          |          |          |
| 23:09    |               |                  |                                                           |          |          |          |          |          |          |

## Classements
| Classement (2021)        | Meilleure position |
| ------------------------ | ------------------ |
| Japon (Japan Hot Albums) | 2                  |
| Japon (Oricon)           | 2                  |

| Classement (2021) | Meilleure position |
| ----------------- | ------------------ |
| Japon (Oricon)    | 5                  |

| Classement (2021) | Position |
| ----------------- | -------- |
| Japon (Oricon)    | 82       |

## Certification
| Pays         | Certification | Unités certifiés / Ventes |
| ------------ | ------------- | ------------------------- |
| Japon (RIAJ) | Or            | 51 136                    |

## Historique de sortie
| Pays         | Date            | Format                   | Label     |
| ------------ | --------------- | ------------------------ | --------- |
| Japon        | 20 janvier 2021 | CD, Téléchargement légal | Avex Trax |
| Monde entier | 20 janvier 2021 | Téléchargement légal     | Avex Trax |